# 呼玛河

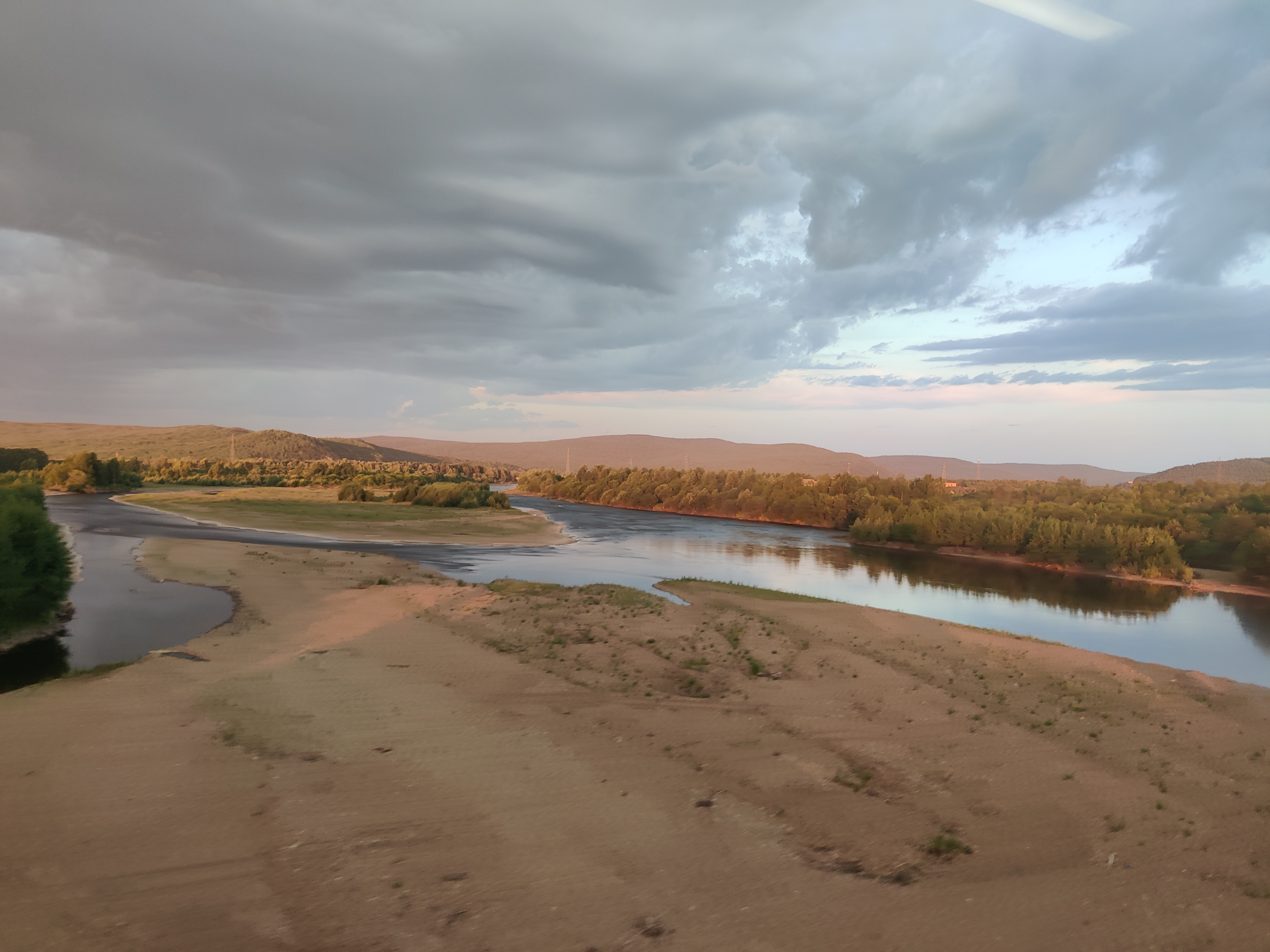
塔河河口附近的呼玛河

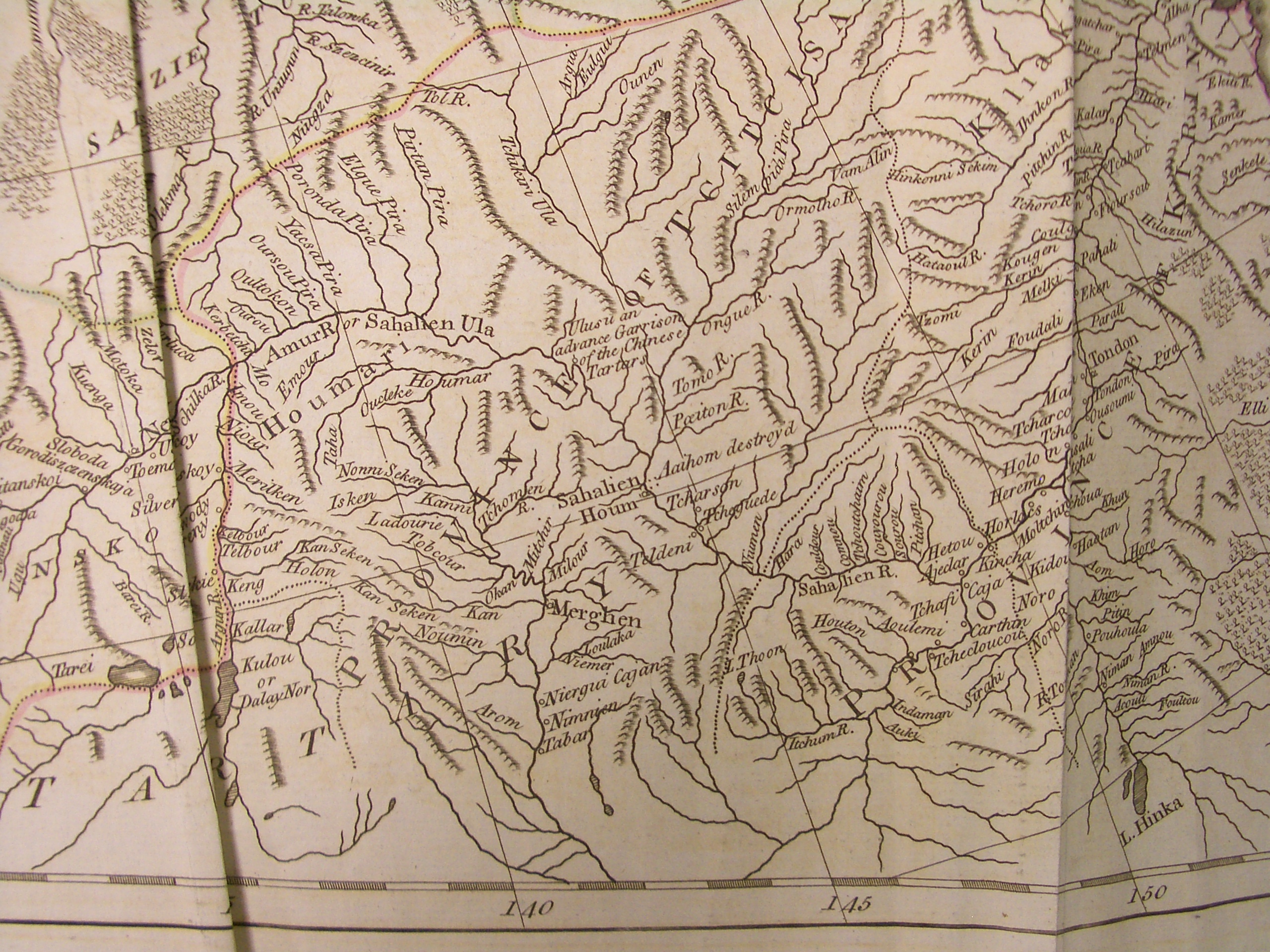
呼玛河（Houmar）在旧地图的位置

呼玛河，原称呼玛尔河（鄂伦春语：Kumaar/Kumaar dɔɔn），发源于中华人民共和国黑龙江省大兴安岭伊勒呼里山北麓，向西流经塔河县接纳塔河，在呼玛注入中俄界河黑龙江。干流长542千米。流域面积31 197平方千米。河口多年平均径流量67.51立方米/秒。
主要支流：卡马兰河、塔河、依沙溪河。上游源头处称呼玛尔河，有支流白呼玛尔河。
干流规划5级水电开发：即塔林西水电站、十八站水电站、白哈桥水电站、三间房水电站、余庆屯水电站。总装机容量780MW。2008年由大唐电力投资开发。